# いとく大館ショッピングセンター
いとく大館ショッピングセンター（いとくおおだてショッピングセンター）は、秋田県大館市御成町三丁目にある株式会社伊徳が運営するショッピングセンターである。

## 概要
1978年にいとく御成町店を閉店して開業した。それまでの伊徳の店舗は小規模食品スーパーマーケットだったが、当店舗はショッピングセンター形式（総合スーパー）として初めて出店した店舗となる。
出店当時の大館市には正札竹村を中心とした大町商店街と、大館駅近郊の御成町二丁目商店街の2箇所商域があり、ショッピングセンターはその中間の御成町三丁目に出店した。

のちに、ジャスコ大館店が200mほど離れた場所に開業。これに対抗し、いとく大館SCでは売り場面積を増やして対抗するなどした。ただ、2001年には正札竹村が廃業し、2006年にジャスコ大館店が閉店し、近隣のショッピングセンターは約2km離れるイオンスーパーセンター大館店だけになった。
2008年には大館市と提携し、店舗内に収税などを目的とした自治体のサービスセンターが出店され、さらに2015年4月の統一地方選挙から、店内のイートインスペースの一部を期日前投票の臨時会場として利用されるようになった。

## 沿革

### 出店に至るまでの経緯
いとく長倉町店が開業（1968年）した頃から、中央資本による地方への大型店舗の展開が始まっていた。大館市の御成町にもイトーヨーカドーの進出構想があり、県北の建設会社が用地を確保して誘致したものの、オイルショックにより頓挫した。伊徳はその土地を買収し、ショッピングセンターの建設を決めた。ショッピングセンターの建設に関しては、当時同じ東北ジャスコチェーンに所属していたヤマザワ（山形県山形市）が、山形県天童市で出店したショッピングセンターで成功を収めていたことから、当時の社長より伊徳にもショッピングセンター出店を勧められていた。また、大型店である「能代通町店」（売り場面積：2,235m2、2階建て）の開業で手応えを得たことも、ショッピングセンター建設を後押しする要因となった。
当初、テナントとして地元百貨店である「正札竹村」が入居する予定であったが、先方の都合で立ち消えた。正札竹村の入居を前提とした計画で大規模小売店舗法に基づく申請を行っていたため、空いたスペースは衣料品売り場として活用することにし、予定通りの面積で計画を進めた。そして、1978年（昭和53年）10月13日に開業。

### 年表
- 1978年（昭和53年）10月13日 - 開業。
- 1993年（平成5年）12月 - 大幅に増床して再オープン。
- 2008年（平成20年）5月 - 店舗内1階北側スペースに大館市役所の出先機関となる大館市民サービスセンターが入居した[4]。
- 2012年（平成24年）1月〜4月 - 3階、1階、2階の順に大幅改装し、新たに不二家などがテナントとして出店する[11]。
- 2013年（平成25年）10月1日 - 秋北バスターミナル廃止にともない、北口に高速バス専用バス停といとく大館SC秋北観光案内所を設置する[12]。
- 2023年（令和5年）6月16日 - 2階売場面積の半分以上を占め、県内最多の品ぞろえの「無印良品いとく大館ショッピングセンター」オープン[13]。

## フロアとテナント

### フロア概要
核店舗のいとく大館店と26の専門店で構成される。
| 階  | フロア概要                 |
| --- | -------------------------- |
| 3階 | ゆとり・趣味・飲食のフロア |
| 2階 | ファッションのフロア       |
| 1階 | 食品と暮らしのフロア       |

### 直営売場
- 食品
- 衣料品・寝具
- 日用雑貨
- 文房具・本

### 主なテナント
1階
- ホテヤ薬局（薬局）
- 不二家（菓子）
- よつやクリーニング（クリーニング）
- 大館市民サービスセンター（市民サービス）

2階
- 無印良品
- アヴェニュー（レディス）
- シーナ（レディス）
- さが美（呉服）
- エステール（ジュエリー）
- 大館ケーブルTV（体験ショールーム）

3階
- ザ・ダイソー（100円ショップ）
- ブックスアルファ（書籍）
- フクオカ（時計・メガネ）
- メルヘンランド（ゲームセンター）
- あきた就職活動支援センター（就職支援）

レストラン街
- ファミリーレストラントーク（レストラン）
- たんぽぽ（麺類・丼もの）旧そば処東家、旧軽食ファイン、旧コーヒーレストランぎゃぶの跡地にてオープン。

#### 別棟
- ミスタードーナツ（ドーナツ）
- チャンスセンター（宝くじ）
- 秋北バス案内所（定期券・乗車券等販売）

※テナント情報は2022年5月時点
出店テナント全店の一覧詳細情報や、営業時間などの詳細は公式サイトを参照。

## 施設サービス
- ATM
  - 北都銀行
  - 秋田銀行
  - ゆうちょ銀行
  - あきた北農業協同組合
- 大館市市民サービスセンター（住民票の写しなどの発行、税金の収税など）[14]
- フレッシュワークAKITA北部サテライト（職業相談・就職支援）
- AED
- 文化催事場

## アクセス
バス路線は、秋北バスターミナルが廃止された2013年10月1日から、旧田代町ゆきの中谷地線・大石渡線(2023年10月廃止、｢たしろたけのこ号｣に転換)、およびリムジンバス以外の大館市を発着するバスがすべて停車する。
2023年10月1日より、いとく大館ショッピングセンター前バス停に大館市を発着するバスがすべて停車するための整備が完了したため、御成町四丁目バス停が廃止されている。
鉄道
JR東日本 - 大館駅から徒歩で秋田県道21号大館停車場線・秋田県道2号大館十和田湖線経由し約25分
路線バス（秋北バス）・「さわやかみなみ号」
いとく大館ショッピングセンター前バス停下車。
高速バス・循環バス
いとく大館ショッピングセンター北口バス停
- 大宮駅・池袋駅ゆき ジュピター号（秋北バス）
- 盛岡駅方面 みちのく号（秋北バス、岩手県北バス）
- 大館市内循環バス「ハチ公号」

## 近隣施設
- スーパードラッグアサヒ大館店
- 北都銀行 大館駅前支店・大館プラザ支店
- 秋田銀行 大館駅前支店
- 大館駅前郵便局